# Leskiola palpata
Leskiola palpata är en tvåvingeart som beskrevs av Louis-Paul Mesnil 1957. Leskiola palpata ingår i släktet Leskiola och familjen parasitflugor.
Artens utbredningsområde är Burma. Inga underarter finns listade i Catalogue of Life.